# Katō Chikage
Katō Chikage (japanisch 加藤 千蔭, auch Tachibana Chikage (橘 千蔭); * 3. März 1735; † 21. Oktober 1808) war ein japanischer Literaturwissenschaftler und Dichter.
Der Sohn des Dichters Katō Enao wurde zunächst von seinem Vater unterrichtet und war dann Schüler von dessen Freund Kamo no Mabuchi. Nach dessen Tod wurde er Leiter der Kokugaku-Schule in Edo. Eine Sammlung seiner Waka-Gedichte erschien 1802 unter dem Titel Ukeragahana (うけらが花). Daneben betätigte er sich auch als Kalligraph. Bis 1788 hielt er wie sein Vater zuvor, den Posten eines Yoriki bei der Stadtverwaltung (Machi Bugyō) von Edo inne.
Seine Hauptwerke jedoch waren Kommentare zu Werken der japanischen Literatur wie das Man’yōshū, Genji Monogatari und Ise Monogatari. Weiterhin fertigte er Manuskriptkopien des Genji Monogatari und Utsuho Monogatari (宇津保物語) an.